# Prowincja Hà Tĩnh
Hà Tĩnh wymowaⓘ – prowincja Wietnamu, znajdująca się w centralnej części kraju, w Regionie Wybrzeża Północno-Środkowego. Na zachodzie prowincja graniczy z Laosem.

## Podział administracyjny
W skład prowincji Hà Tĩnh wchodzi jedenaście dystryktów oraz jedno miasto.
- Miasta:

1. Hà Tĩnh

- Dystrykty:

1. Cẩm Xuyên
2. Can Lộc
3. Đức Thọ
4. Hồng Lĩnh
5. Hương Khê
6. Hương Sơn
7. Kỳ Anh
8. Lộc Hà
9. Nghi Xuân
10. Thạch Hà
11. Vũ Quang